# Dye domarring

Dye domarring är en förhistorisk gravanläggning i form av en domarring belägen i I2-skogen i Grava socken i Karlstads kommun, Värmlands län. Anläggningen härrör från järnåldern och är en av de största i Värmland. Området där domarringen ligger har varit befolkat redan under stenåldern.
Domarringen är belägen på en höjd i norra delen av det tidigare militära övningsfältet I2-skogen. 

## Arkeologiska undersökningar
En arkeologisk undersökning genomfördes 1971 av Värmlands museum. Den visade att platsen först användes under stenåldern, cirka 4000–3500 f.Kr., då området var omgivet av vatten. På höjden hittades spår av eldstäder, stenverktyg och kvartsavslag, vilket tyder på tillfälligt boende eller aktivitet.
Själva domarringen består idag av elva resta stenar i en cirkel samt en mittsten. Utgrävningen visade att det ursprungligen fanns två intilliggande ringar med en gemensam sten. I den södra ringen hittades en brandgrav med brända ben från en människa och en hund samt en järnnit. Graven daterades till ca 490 ±100 e.Kr. Den norra ringen innehöll inga fynd.
Dye domarring är fortfarande en plats för ceremoniell användning. Den 14 oktober 2023 höll Nordiska Asa-samfundet ett Alvablot vid platsen. Det var en ceremoni för att hedra förfäder, öppen för både medlemmar och allmänhet.

## Restaurering och förändringar
Under 1920-talet restaurerades domarringen. Då uppgav man att det ursprungligen fanns tolv stenar. Två saknade stenar ersattes, men utan att markera att de var rekonstruktioner. Senare studier, bland annat en skiss från 1871, visar att domarringarna då bestod av nio stenar vardera, vilket kan tyda på att rekonstruktionen inte är helt korrekt.